# Синхронное плавание на чемпионате мира по водным видам спорта 2011 — дуэты, техническая программа
Соревнования дуэтов в технической программе на чемпионате мира 2011 состоялись в понедельник 18 июля 2011 года.

## Призёры
| Золото                                      | Серебро                      | Бронза                                   |
| Наталья Ищенко · Светлана Ромашина · Россия | Хуан Сюэчэнь · Лю Оу · Китай | Андреа Фуэнтес · Она Карбонель · Испания |

## Результаты
| Место | Спортсменки                      | Страна  | Квалификация | Квалификация | Финал        | Финал |
| Место | Спортсменки                      | Страна  | Сумма баллов | Место        | Сумма баллов | Место |
| ----- | -------------------------------- | ------- | ------------ | ------------ | ------------ | ----- |
|       | Наталья Ищенко Светлана Ромашина | Россия  | 97,500       | 1            | 98,200       | 1     |
|       | Хуан Сюэчэнь Лю Оу               | Китай   | 95,800       | 2            | 96,500       | 2     |
|       | Андреа Фуэнтес Она Карбонель     | Испания | 94,400       | 3            | 95,400       | 3     |
| 16.5  | H09.5                            |         |              |              | 00:55.635    | O     |